# Adnan Al-Talyani
Adnan Khamees Al-Talyani, född 30 oktober 1964 i Sharjah, är en före detta fotbollsspelare från Förenade Arabemiraten. Han spelade under hela sin karriär för Al-Shaab, mycket på grund av landets strikta transferpolicy, som förhindrade Al-Talyani från att byta klubb.
Al-Talyani spelade 161 landskamper för Förenade Arabemiratens landslag, vilket var rekord när han slutade i landslaget 1997.
När han slutade helt med fotbollen så spelades en avskedsmatch mellan Juventus och ett "All-Star" lag i Abu Dhabi 3 januari 2003. Al-Talyani har blivit utsedd till århundradets spelare i Förenade Arabemiraten.